# Тнимов, Мырзахан Даниалулы
Мырзахан Даниалулы Тнимов (каз. Мырзахан Тынымов; 14 января 1949 — 11 ноября 2011) — казахский переводчик с казахского языка на русский и с русского на казахский. Член Союза журналистов СССР с 1980 года.
Перевёл на русский язык больше тридцати художественных и, публицистических произведений казахстанских писателей. Принимал участие в переводе энциклопедического справочника «Казахская литература».
Совместно с Кайсаром Жорабековым является автором подстрочного перевода на русский язык романа «Путь Абая» Мухтара Ауэзова, основной переводчик — Анатолий Ким. Сам Ауэзов высоко оценивал первые результаты их работы, а сын писателя отметил, что русский читатель получил наконец перевод, конгениальный оригиналу.

## Биография
Родился 14 января 1949 года в пгт. Ново-Казалинск, ныне Айтеке-Би, Кызылординской области в семье железнодорожника. Был первым из 9 детей. Отец — Тнимов Даниял, машинист тепловоза, а мать — Мукарама, домохозяйка. Мырзахан рос у бабушки, в соответствии с казахской традицией отдавать первенца родителям. Тнимов учился в русской школе в ст. Ново-Казалинск. Занимался вольной борьбой и участвовал в чемпионате КазССР 1968 году в Буравом.
В 1969 году окончил Казалинский сельскохозяйственный техникум (ветеринарное отделение). В том же году был призван в ряды Советской армии. Служил на острове Возрождения в Аральском море, где в то время находилась биологическая станция. После окончания службы был направлен в Ленинградское военно-медицинское училище, но вернулся по просьбе отца.
В 1972 году приехал в Алма-Ату и поступил в КазГУ на факультет журналистики в русское отделение. По окончании университета с 1978 работал журналистом, обозревателем, переводчиком в различных СМИ, государственных и общественных организациях республики. Наряду с основной работой он активно занимался переводческой деятельностью. В творческом плане сотрудничал с известными писателями республики. За более чем тридцать лет творчества им было переведено больше тридцати художественных, публицистических произведений казахстанских писателей, различной литературы на научно-техническую, медицинскую, учебную и другие тематики.
Последней работой является перевод на русский язык книги казахстанского писателя Мади Аймбетова «Элегия Бытия».
Был женат, имел двоих детей.
Состоял в Союзе журналистов (СССР, Казахстана) с 1980 года, в Союзе писателей Казахстана.
Скончался 11 ноября 2011 года от сердечного приступа.